# Jan Daemesz. de Veth

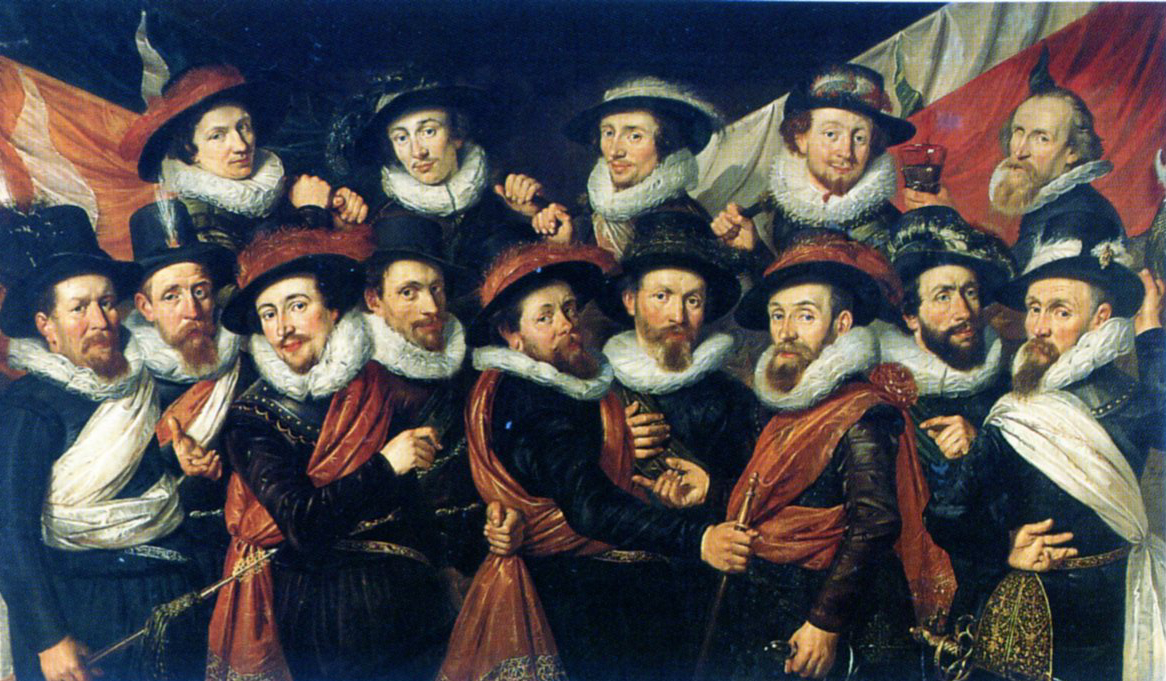
Jan Daemesz. de Veth: Schützenstück (1622), ganz links der Bürgermeister Andries Lourisz. Swaenswijck

Jan Daemesz. de Veth (geboren ca. 1595 in Leiden; gestorben 1625 in Gouda) war ein niederländischer Maler.

## Leben
Jan Daemesz. de Veth war wohl Schüler von Wouter Pietersz. II. Crabeth oder Dirck Crabeth. Er bereiste Frankreich und Italien, unter anderem hielt er sich in Rom auf. 1616 zeichnete er in Gouda die Patrize zu einem Siegel. Zwischen 1616 und 1622 malte er drei Schützenstücke, die sich heute im Museum Gouda befinden. Er wollte eigentlich das Handwerk des Plattenschneidens (Graveur, Radierer oder Kupferstecher) erlernen, doch starb er 1625 im Alter von 31 Jahren an einer ansteckenden Krankheit.